# Kozłówka (Rajgród)
Kozłówka ist ein Dorf der Stadt-und-Land-Gemeinde Rajgród im Powiat Grajewski im Woiwodschaft Podlachien im nordöstlichen Polen. Das Dorf hat 130 Einwohner.
| Bekla 6,5 km       | Stoczek 2,5 km                              | Woźnawieś 10,3 km |
| Pieńczykowo 6,7 km | Kompassrose, die auf Nachbargemeinden zeigt | Kuligi 6,3 km     |
| Sołki 11,0 km      | Kapice 29,7 km                              | Ciszewo 2,2 km    |